# Amvrosiivka (huyện)
Huyện Amvrosiivka (tiếng Ukraina: Амвросіївський район, chuyển tự: Amvrosiivkas’kyi raion) là một huyện của tỉnh Donetsk thuộc Ukraina. Huyện Amvrosiivka có diện tích 1455 km², dân số theo điều tra dân số ngày 5 tháng 12 năm 2001 là 55072 người với mật độ 38 người/km2. Trung tâm huyện nằm ở Amvrosiivka.